# Schwend (Birgland)

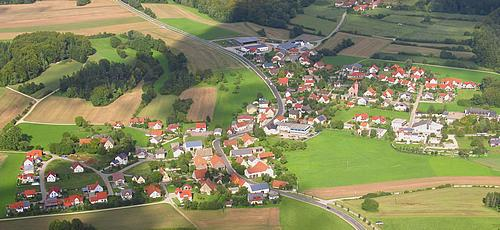
Luftaufnahme von Schwend

Schwend ist ein Gemeindeteil von Birgland im Landkreis Amberg-Sulzbach in der bayerischen Oberpfalz.

## Geografie
Das Kirchdorf im Norden des Oberpfälzer Jura ist einer von 42 amtlich benannten Gemeindeteilen der Gemeinde Birgland im westlichen Teil des oberpfälzischen Landkreises Amberg-Sulzbach. Das auf einer Höhe von 530 m ü. NHN gelegene Schwend ist etwa fünf Kilometer von dem nordöstlich liegenden Pfarrdorf Illschwang entfernt, in dem die Birglander Gemeindeverwaltung ihren Sitz hat. Westlich erhebt sich der 633 m hohe Buchenberg.

## Geschichte

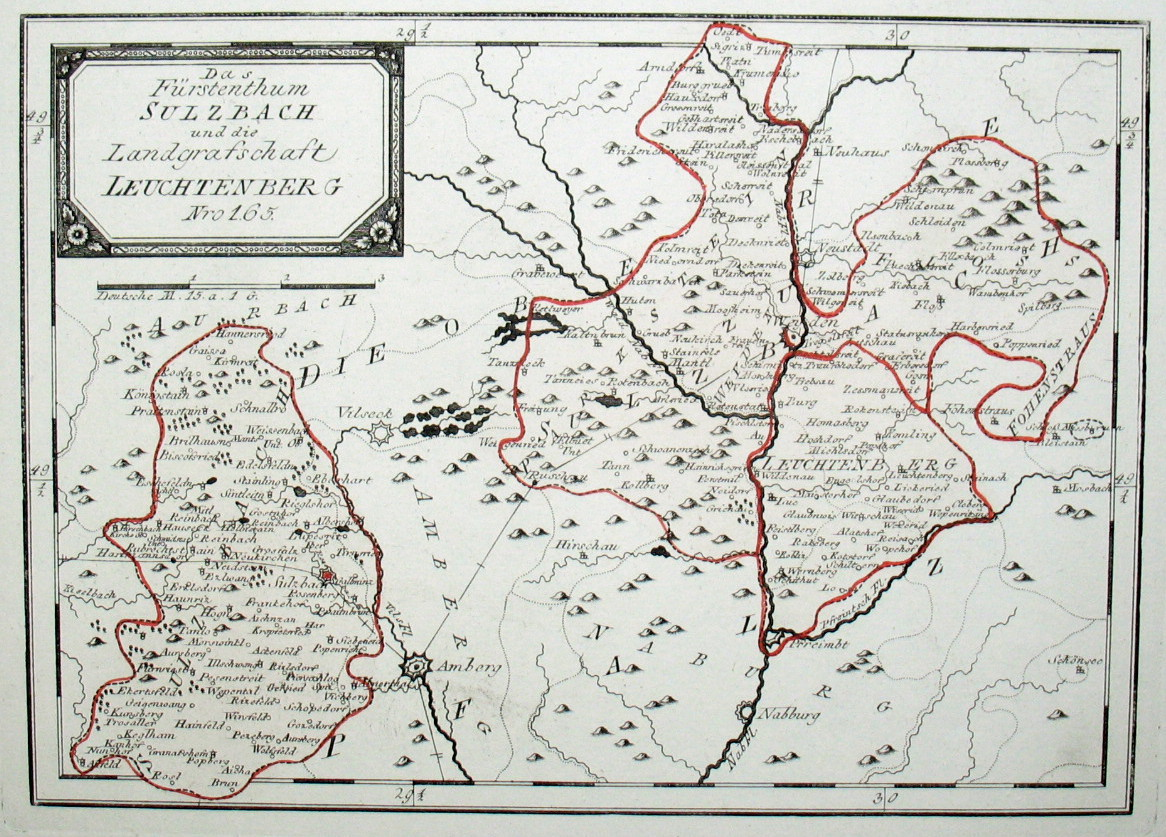
Das Territorium des Herzogtums Sulzbach mit dem Gebiet des Landrichteramtes Sulzbach im Südwesten

Zum Ende des Heiligen Römischen Reiches unterstand das bis 1777 kurpfälzische Dorf der Landeshoheit des Kurfürstentums Pfalzbaiern. Es gehörte dabei zum Landrichteramt Sulzbach, dem südwestlichen Teil des wittelsbachischen Herzogtums Sulzbach. Die katholischen Einwohner des damals aus 13 Anwesen bestehenden Ortes waren der Pfarrei in Heldmannsberg zugeordnet, die evangelischen Einwohner der in Fürnried.
Durch die Verwaltungsreformen zu Beginn des 19. Jahrhunderts im Königreich Bayern wurde Schwend mit dem Zweiten Gemeindeedikt von 1818 eine Landgemeinde, zu der auch die Orte Baumgarten, Betzenberg, Dickatshof, Hirschricht, Leinberg, Leinhof und Riedelhof gehörten. Während der ersten Hälfte des 19. Jahrhunderts kamen Ödhaag, Ödthal und Schwenderöd dazu, die Neugründungen oder Ausbrüche bestehender Gemeindeteile waren. Im Zuge der kommunalen Gebietsreform in Bayern in den 1970er Jahren wurde die Gemeinde Schwend am 1. Juli 1972 in die neu gebildete Flächengemeinde Birgland eingegliedert. Im Jahr 1987 zählte Schwend 162 Einwohner.

## Verkehr
Die aus dem Nordnordosten von Schwenderöd kommende Staatsstraße 2164 durchquert den Ort und führt über Brunn weiter nach Lauterhofen. Gemeindeverbindungsstraßen verbinden den Ort außerdem mit Leinberg und Betzenberg. Nördlich des Ortes verlaufen die Kreisstraße AS 3 und die Bundesautobahn 6. Der ÖPNV bedient das Dorf an einer Haltestelle der Buslinie 66 des VGN. Der am schnellsten erreichbare Bahnhof befindet sich in Sulzbach-Rosenberg an der Bahnstrecke Nürnberg–Schwandorf.

## Sehenswürdigkeiten
In Schwend befinden sich drei denkmalgeschützte Objekte, ein ehemaliges Hirtenhaus, ein Bauernhaus und ein Bauernhof.